# Gerichtsamt Reichenbach
Das Gerichtsamt Reichenbach  war in den Jahren zwischen 1856 und 1874 die unterste Verwaltungseinheit und von 1856 bis 1879 nach der Abschaffung der Patrimonialgesetzgebung im Königreich Sachsen Eingangsgericht. Es hatte seinen Amtssitz in der Stadt Reichenbach im Vogtland.

## Geschichte
Nach dem Tod des sächsischen Königs Friedrich August II. wurde unter Regierung von dessen Nachfolger  König Johann nach dem Vorbild anderer Staaten des Deutschen Bundes die Abschaffung der Patrimonialgesetzgebung verordnet. An die Stelle der bisher im Königreich Sachsen in Stadt und Land vorhandenen Gerichte der untersten Instanz traten die zentral gelegenen Bezirksgerichte und Gerichtsämter in nahezu allen größeren Städten. Die Details der Verwaltungsreform regelte das sächsische Gerichtsverfassungsgesetz vom 11. August 1855 und die Verordnung über die Bildung der Gerichtsbezirke vom 2. September 1856.
Stichtag für das Inkrafttreten der neuen Behördenstruktur im Königreich Sachsen war der 1. Oktober 1856. Das neugebildete Gerichtsamt Reichenbach unterstand dem Bezirksgericht Zwickau. Der Sprengel des Gerichtsamts Reichenbach umfasste: Altrottmannsdorf, Brunn (bei Reichenbach mit Salzmeste), Cunsdorf, Erlmühle, Foschenroda, Friesen, Hauptmannsgrün, Lambzig, Mylau, Netzschkau, Neumark, Oberheinsdorf, Obermylau, Oberneumark, Oberreichenbach, Reichenbach, Römersgrün (mit Raumfeld), Rotschau, Schneidenbach, Schönbach, Unterheinsdorf und Unterneumark.
Die Zivil- und Kriminalgerichtsbarkeit im Weichbild der Stadt wurde in allen ihren Zweigen vom Gerichtsamt Reichenbach verwaltet. Die Polizei und die Polizeigerichtsbarkeit aber stand, mit Ausnahme des Pass- und Fremdenwesens, welches auch das Gerichtsamt Reichenbach verwaltete, dem Bürgermeister und städtischem Rat zu, dem somit die gesamte Wohlfahrts-, Sicherheits-, Gewerbe- und Gesindepolizei sowie das Innungswesen unterstand.
Nach der Neustrukturierung der Gerichtsorganisation gemäß dem Gesetz über die Organisation der Behörden für die innere Verwaltung vom 21. April 1873 gingen die Verwaltungsbefugnisse der Gerichtsämter 1874 auf die umgestalteten bzw. neu gebildeten Amtshauptmannschaften über.
Seitdem das bisherige königliche Gericht als königliches Gerichtsamt bezeichnet wurde, führte sein Vorstand den Titel Gerichtshauptmann.
Das Gerichtsamt Reichenbach wurde im Zuge der Neustrukturierung der sächsischen Gerichtsorganisation gemäß dem Gesetz über die Organisation der Behörden für die innere Verwaltung vom 21. April 1873 in die im Jahre 1874 neugeschaffene Amtshauptmannschaft Plauen mit Sitz in der Stadt Plauen integriert.
Das Gerichtsamt Reichenbach wurde 1879 auf Grund des Gesetzes über die Bestimmungen zur Ausführung des Gerichtsverfassungsgesetzes im Deutschen Reich vom 27. Januar 1877 und des Gesetzes über die Zuständigkeit der Gerichte in Sachen der nichtstreitigen Gerichtsbarkeit vom 1. März 1879 durch das neu gegründete Amtsgericht Reichenbach abgelöst.

## Schriftliche Überlieferung
Die Archivalien des Gerichtsamts Reichenbach werden als Bestand 33034 Gerichtsamt Reichenbach heute im Sächsischen Staatsarchiv – Staatsarchiv Chemnitz verwaltet. Dieser Bestand ist nur lückenhaft überliefert und umfasst 0,12 laufende Meter Archivgut aus den Jahren 1822 bis 1879.